# Hiroji Satō
Hiroji Satō (jap. 佐藤 博治, Satō Hiroji; * 3. Februar 1925 in Aomori; † 4. Juni 2000) war ein japanischer Tischtennisspieler. Er wurde als erster Japaner Weltmeister im Herreneinzel.

## Weltmeisterschaften
Bei der WM 1952 schlug er im Endspiel des Herreneinzels den Ungarn József Kóczián. Mit der Mannschaft belegte er den dritten Platz. Satoh leitete damit das goldene Zeitalter des japanischen Tischtennis ein – Spieler wie Ichiro Ogimura, Toshiaki Tanaka und die Spielerinnen Fujie Eguchi, Tomie Okada-Okawa, Kimiyo Matsuzaki dominierten die Tischtennis-Weltmeisterschaften der 1950er Jahre, ehe sie in den 1960er Jahren von den chinesischen Spielern und Spielerinnen abgelöst wurden.
Als Hiroji Satō seinen Namen Anfang der 1950er Jahre für Werbezwecke zur Verfügung stellte, wurde er vom japanischen Tischtennisverband lebenslang gesperrt. Nach damaliger Auffassung widersprach diese Kommerzialisierung dem Amateurstatus.

## Turnierergebnisse
| Verband | Veranstaltung           | Jahr | Ort      | Land | Einzel        | Doppel       | Mixed      | Team |
| ------- | ----------------------- | ---- | -------- | ---- | ------------- | ------------ | ---------- | ---- |
| JPN     | Asienmeisterschaft TTFA | 1953 | Tokio    | JPN  | Viertelfinale | Halbfinale   |            |      |
| JPN     | Asienmeisterschaft TTFA | 1952 | Singapur | SIN  | Silber        |              | Halbfinale | 2    |
| JPN     | Weltmeisterschaft       | 1952 | Bombay   | IND  | Gold          | keine Teiln. | letzte 32  | 3    |